# Đội tuyển bóng chuyền nam quốc gia Iran
Đội tuyển bóng chuyền nam quốc gia Iran là đội bóng đại diện cho Iran tại các cuộc thi tranh giải và trận đấu giao hữu bóng chuyền nam ở phạm vi quốc tế. Đội bóng chuyền Iran là một trong những đội bóng chuyền mạnh nhất thế giới.

## Đội hình

### Đội hình hiện tại

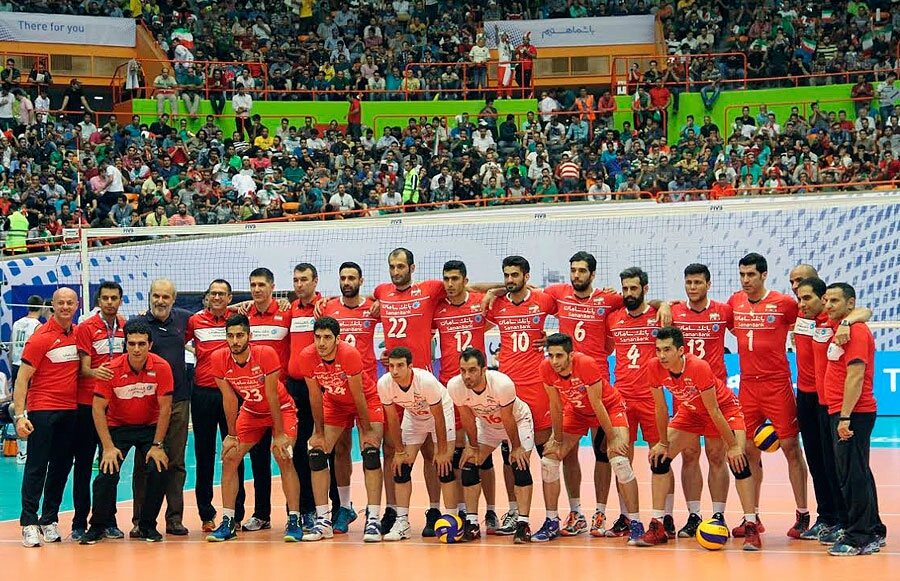
Đội tuyển vào tháng 10 năm 2015

Dưới đây là danh sách các thành viên đội tuyển nam quốc gia Iran tham dự giải World League 2017.
- Huấn luyện viên chính:  Igor Kolaković
- Trợ lý huấn luyện:  Peiman Akbari,  Dragan Kobiljski
- Huấn luyện viên thể chất:  Daniel Mišić

| Stt. | Tên                        | Ngày sinh            | Chiều cao          | Cân nặng       | Nhảy đập        | Nhảy chắn       | Câu lạc bộ năm 2016  |
| ---- | -------------------------- | -------------------- | ------------------ | -------------- | --------------- | --------------- | -------------------- |
| 1    | Farhad Salafzoon           | 6 tháng 12 năm 1992  | 2,00 m (6 ft 7 in) | 81 kg (179 lb) | 320 cm (130 in) | 313 cm (123 in) | Matin Varamin        |
| 2    | Milad Ebadipour            | 17 tháng 10 năm 1993 | 1,96 m (6 ft 5 in) | 78 kg (172 lb) | 350 cm (140 in) | 310 cm (120 in) | Skra Bełchatów       |
| 3    | Saman Faezi                | 23 tháng 8 năm 1991  | 2,04 m (6 ft 8 in) | 87 kg (192 lb) | 343 cm (135 in) | 335 cm (132 in) | Paykan Tehran        |
| 4    | Saeid Marouf (C)           | 20 tháng 10 năm 1985 | 1,89 m (6 ft 2 in) | 81 kg (179 lb) | 331 cm (130 in) | 311 cm (122 in) | Shahrdari Urmia      |
| 5    | Farhad Ghaemi              | 28 tháng 8 năm 1989  | 1,97 m (6 ft 6 in) | 73 kg (161 lb) | 355 cm (140 in) | 335 cm (132 in) | Paykan Tehran        |
| 6    | Mohammad Mousavi           | 22 tháng 8 năm 1987  | 2,03 m (6 ft 8 in) | 86 kg (190 lb) | 362 cm (143 in) | 344 cm (135 in) | Sarmayeh Bank Tehran |
| 8    | Mostafa Heydari            | 14 tháng 12 năm 1985 | 1,75 m (5 ft 9 in) | 68 kg (150 lb) | 263 cm (104 in) | 259 cm (102 in) | Saipa                |
| 9    | Adel Gholami               | 9 tháng 2 năm 1986   | 1,95 m (6 ft 5 in) | 88 kg (194 lb) | 341 cm (134 in) | 330 cm (130 in) | Sarmayeh Bank Tehran |
| 10   | Amir Ghafour               | 6 tháng 6 năm 1991   | 2,02 m (6 ft 8 in) | 90 kg (200 lb) | 354 cm (139 in) | 334 cm (131 in) | Paykan Tehran        |
| 11   | Farhad Nazari Afshar       | 22 tháng 5 năm 1984  | 1,95 m (6 ft 5 in) | 93 kg (205 lb) | 320 cm (130 in) | 308 cm (121 in) | Paykan Tehran        |
| 12   | Mojtaba Mirzajanpour       | 7 tháng 10 năm 1991  | 2,05 m (6 ft 9 in) | 88 kg (194 lb) | 355 cm (140 in) | 348 cm (137 in) | Paykan Tehran        |
| 13   | Javad Hosseinabadi         | 31 tháng 12 năm 1993 | 1,95 m (6 ft 5 in) | 87 kg (192 lb) | 330 cm (130 in) | 310 cm (120 in) | Kalleh Mazandaran    |
| 14   | Mohammadjavad Manavinezhad | 27 tháng 11 năm 1995 | 2,00 m (6 ft 7 in) | 84 kg (185 lb) | 340 cm (130 in) | 320 cm (130 in) | BluVolley Verona     |
| 16   | Ali Shafiei                | 21 tháng 9 năm 1991  | 1,90 m (6 ft 3 in) | 80 kg (180 lb) | 348 cm (137 in) | 345 cm (136 in) | Bank Keshavarzi      |
| 17   | Reza Ghara                 | 31 tháng 7 năm 1991  | 2,00 m (6 ft 7 in) | 87 kg (192 lb) | 351 cm (138 in) | 331 cm (130 in) | Kalleh Mazandaran    |
| 18   | Mohammad Taher Vadi        | 10 tháng 10 năm 1989 | 1,94 m (6 ft 4 in) | 72 kg (159 lb) | 329 cm (130 in) | 315 cm (124 in) | Matin Varamin        |
| 19   | Mehdi Marandi              | 12 tháng 5 năm 1986  | 1,72 m (5 ft 8 in) | 69 kg (152 lb) | 295 cm (116 in) | 280 cm (110 in) | Paykan Tehran        |
| 20   | Masoud Gholami             | 4 tháng 2 năm 1990   | 2,04 m (6 ft 8 in) | 93 kg (205 lb) | 349 cm (137 in) | 331 cm (130 in) | Saipa                |
| 21   | Salim Cheperli             | 19 tháng 12 năm 1996 | 2,01 m (6 ft 7 in) | 80 kg (180 lb) | 340 cm (130 in) | 330 cm (130 in) | Vezarat Defa Tehran  |

## Sân vận động

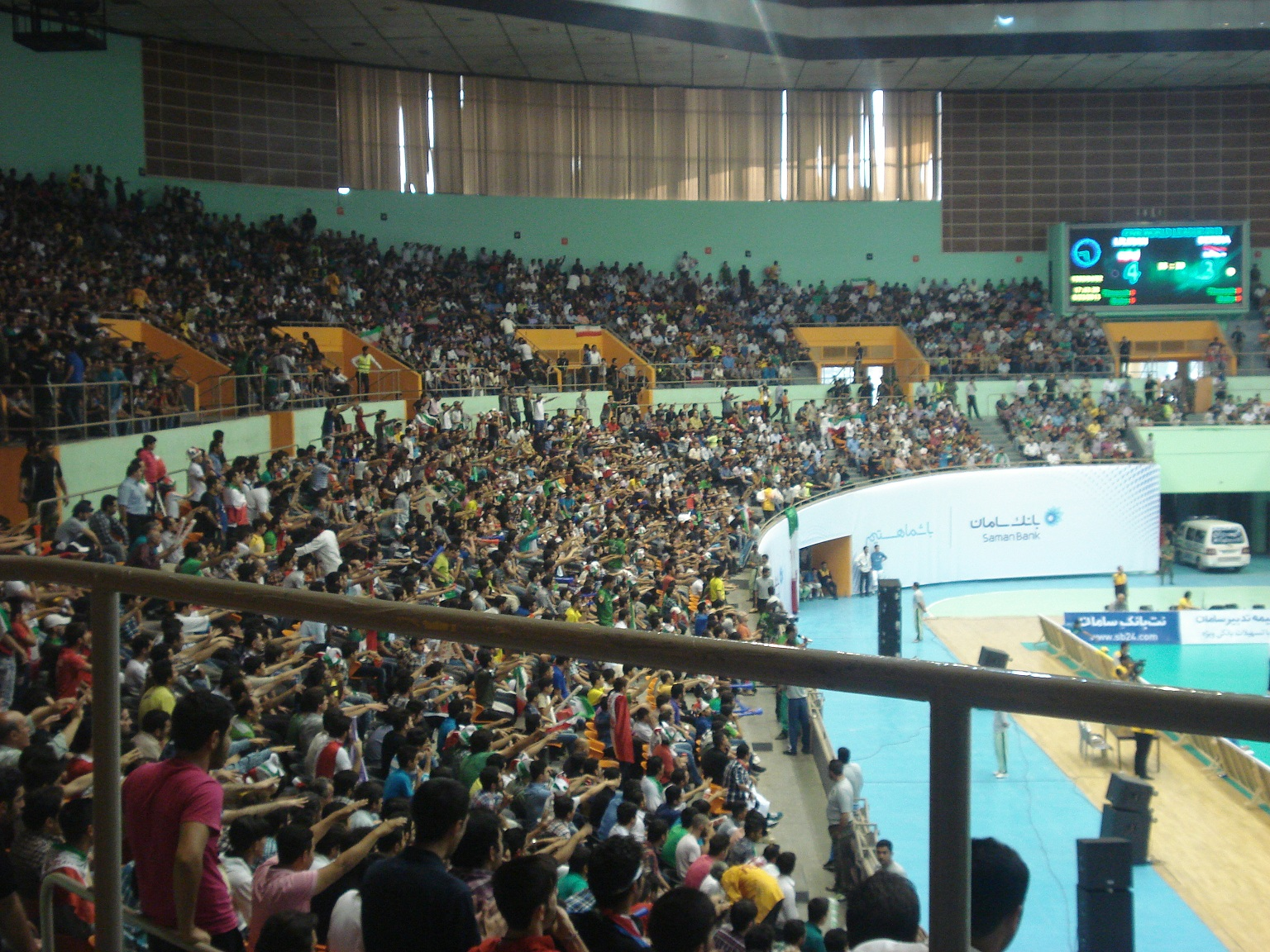
Sân vận động Azadi

Các sân luyện tập và thi đấu chính của đội tuyển là: Nhà thi đấu Azadi và Azadi Volleyball Hall.

## Nhà cung cấp và tài trợ
Bảng dưới đây liệt kê các nhà cung cấp trang thiết bị cho đội tuyển quốc gia Iran.
| Thời gian | Nhà cung cấp       |
| --------- | ------------------ |
| 2001–2008 | Asics Mikasa Ideal |
| 2008–     | Merooj             |

### Nhà tài trợ
- Nhà tài trợ chính: MCI và Tourism Bank.
- Các đơn vị tài trợ khác: Roamer.